# Buno-Bonnevaux
Buno-Bonnevaux là một xã ở tỉnh Essonne thuộc vùng Île-de-France miền bắc nước Pháp.
Theo điều tra dân số năm 1999, dân số xã này là 518 người. Ước tính dân số năm 2006 là 476.
Danh xưng cư dân địa phương Buno-Bonnevaux trong tiếng Pháp là Bonnevaliens.